# Carmenta verecunda
Carmenta verecunda is een vlinder uit de familie wespvlinders (Sesiidae), onderfamilie Sesiinae.
Carmenta verecunda is voor het eerst wetenschappelijk beschreven door Edwards in 1881. De soort komt voor in het Nearctisch gebied.